# Калошемјен
 Калошемјен (мађ. Kállósemjén) је град у жупанији Саболч-Сатмар-Берег, у региону Северне Велике равнице у источној Мађарској.

## Географија
Покрива површину од 5.452 km2 (2.105 sq mi) и има популацију од 3.537 становника (2015).

## Историја
Калошсемјен се спомиње као посед породице Калаи. Ова породица је овде подигла свој центар за имање и изградила замак, који је током времена нестао. Некада су у околини Калоа постојала два Шемјена: Кишшемјен и Нађшемјен.
Према повељи из 1471. године, један од два Шемјена је написан као Опидум Шемиен (Oppidum Semyen). У оба семестра био је у власништву породице Калај. Године 1446. овде су имали имање чланови породице Стритеј. Године 1454. био је у власништву породице Цудар из Онода.
Крајем 17. века, за време турске окупације, и почетком 18. века гркокатолички румунски кметови су настањени у дивљини око садашњег насеља и ту су остали и потпуно помађарили, тако да данас нема неких извора ко је ко. У другој половини 18. века и првој половини 19. века, поред породице Калај, поседовале су је и породице Ердег и гроф Десеуфи.
Почетком 20. века, поред чланова породице Калај, Тибора Каусаја и Виктора, Густав Ковер и Палма, удовица. Едене Хегедуш, Игнац Манди, Мартон Левелеки и Мор Клеин су такође били власници овог места.
Насеље, које је до тада имало статус великог села, постало је град од 1. јула 2005. године. Од 2013. године град је центар округа Кемече.

## Становништво
Године 2001. 99% становништва насеља се изјаснило као Мађари, 1% Цигани.
Током пописа из 2011. године, 87% становника се изјаснило као Мађари, а 4% као Цигани (13% се није изјаснило; због двојног идентитета, укупан број може бити већи од 100%). Верска дистрибуција је била следећа: римокатолици 30,7%, реформисани 13,9%, гркокатолици 29%, лутерани 0,2%, неденоминациони 4,4% (23,5% није одговорило).